# Cornicabra (olivo)
| Resistencias (1=muy baja; 5=muy alta) | Resistencias (1=muy baja; 5=muy alta) |
| ------------------------------------- | ------------------------------------- |
| Frío                                  | 5                                     |
| Repilo                                | 1                                     |
| Tuberculosis                          | 1                                     |
| Verticillium                          | 2                                     |
| Sequía                                | 4                                     |
| Caliza                                | 4                                     |
| Comportamiento                        |                                       |
| Vigor                                 | Medio                                 |
| Porte                                 | Erguido                               |
| Dens. veg.                            | Espesa                                |
| Maduración                            | Tardía                                |
| Floración                             | Tardía                                |
| Desprendimiento                       | Difícil                               |
| Productividad                         | Alta                                  |
| Regularidad                           | Baja                                  |
| Entrada prod.                         | Tardía                                |
| Rendim. graso                         | Alto                                  |
| Enraizamiento                         | Bueno                                 |
| Peso fruto                            | Medio                                 |

| Ácido palmítico    | 11,37 |
| Ácido palmitoléico | 1,31  |
| Ácido margárico    | 0,10  |
| Ácido margaroleico | 0,14  |
| Ácido esteárico    | 2,88  |
| Ácido oléico       | 77,10 |
| Ácido linoleico    | 4,45  |
| Ácido linolénico   | 0,73  |

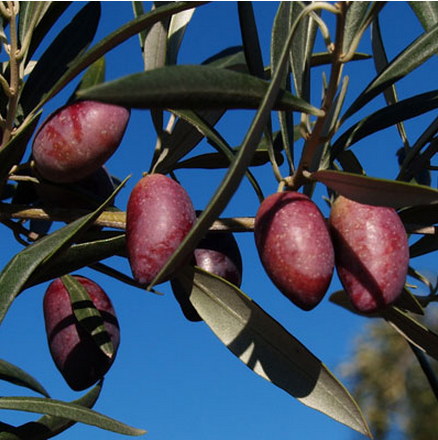
Imagen de aceitunas y hojas de un olivo de variedad cornicabra, en avanzado estado de maduración.

Se designa con el nombre de cornicabra a una variedades de olivo (Olea europaea) originaria de Mora de Toledo, y su área de cultivo se halla extendida principalmente a través del valle del Tajo (Madrid, Toledo, Cáceres) y también extensas áreas entre Badajoz y Ciudad Real.

## Denominación
Es la segunda variedad española en cuanto a superficie cultivada, con unas 270.000 ha en el centro de la península.
Por su cultivo en emplazamientos diversos recibe numerosas acepciones, todas ellas en referencia a su peculiar fruto en forma curvada a modo de cuerno: Cornal (Torrijos), Cornita (Requena), Corval, Longar (Belmonte), Cabrilla (Villarejo), Longuera (Jaraíz de la Vera), Osnal (Arenas de San Pedro, Talavera y Torrijos), Cornezuelo (Almodóvar del Campo, Calzada de Calatrava, Cañaveral y Herrera del Duque), Corriente, de Aceite (Cebreros), Común (Mora de Toledo, Almonacid, Mascaraque), del Terreno (Madridejos) y del Piquillo (Quintanar de la Orden), Cornatillo, Cornetillo, Cornicabra Basta, Cornicabra Negra, Corniche, Corniche Menudo, Cuernecillo, Ornal.

### Denominación de origen
Esta variedad de aceituna, así como el aceite proveniente de ella, se halla amparada por la denominación de origen Montes de Toledo, con la cual consiguió medallas de oro en la categoría frutado intenso.

## Descripción
- Árbol: Esta variedad presenta un vigor medio/bajo, con ramas de longitud media, con escasa formación de brotes, mostrando la madera joven un color gris claro de tonos ocres, con porte erguido y una copa densa.

- Hoja: Es simétrica y alargada. El haz presenta un tono verde claro y gris verdoso el envés. Tiene una forma elíptico-lanceolada, longitud y anchura medias y curvatura longitudinal del limbo plana.

- Fruto: La aceituna es alargada, con un grado de simetría asimétrico, un diámetro transversal máximo circular y centrado, un ápice apuntado, base truncada, pezón ausente, lenticelas abundantes y pequeñas y un color en maduración rojo vinoso. Es abombada y plana por el dorso, con vientre en forma de cuerno y de tamaño y peso medio (unos 3 gramos) pero de rendimiento graso elevado, en torno al 19% y de alta relación pulpa/hueso (5).[5]
- Endocarpo: Tiene un peso medio, forma alargada, grados de simetría asimétrico y ligeramente asimétrico, respectivamente, y un diámetro transversal máximo centrado. La superficie es rugosa, con ocho o nueve surcos fibrovasculares uniformemente distribuidos. Tanto la base como el ápice son apuntados, y este último no presenta mucrón.

## Consideraciones agronómicas
- Su floración es tardía así como la maduración de los frutos (suele comenzar en la última semana de octubre y finaliza la primera de enero). Pese a que puede considerarse la variedad más apropiada en condiciones de clima continental, sobre suelos pobres y secos, no es una variedad muy recurrida para nuevas plantaciones. Por otra parte, su notable resistencia al desprendimiento dificulta la recolección mecánica. Posee una tendencia a la vecería marcada (en años de cosecha presenta elevadas producciones, alternándose con años de baja producción), siempre con un alto rendimiento graso (en torno al 19%).
- Son aceites frutados y aromáticos, mostrando valores medios de amargo y picante. Es característica la aparición de distintos sabores y texturas a frutos exóticos como el aguacate cuando se obtienen de aceitunas más maduras, al final de la cosecha. Los aceites de Cornicabra presentan un notable equilibrio entre el dulce a la entrada, amargo a hojas verdes y el picante de intensidad media. Son aceites estables debido a su alto contenido en ácidos grasos monoinsaturados (ácido oleico) y polifenoles.

- Variedad vigorosa, de fácil enraizamiento y elevada adaptación a suelos pobres y zonas frías. Su época de floración es tardía y, aunque suele tener elevado aborto ovárico, asegura un cuajado suficiente en autopolinización. Es especialmente susceptible a tuberculosis (Pseudemonas savastonoi) y a mosca (Bactrocera oleae).[6]

| K225                                     | 0,377   |
| Polifenoles totales, como ácido caféico  | 488 ppm |
| Tocofenoles totales, como alfa-tocofenol | 215 ppm |
| Estabilidad, a 98.8 °C                   | 107 h   |